# Vratsa (huyện)
Vratsa là một huyện thuộc tỉnh Vratsa, Bungaria. Dân số thời điểm năm 2001 là 85218 người.